# Bildstock (Reiterswiesen, Höhenstraße 2)

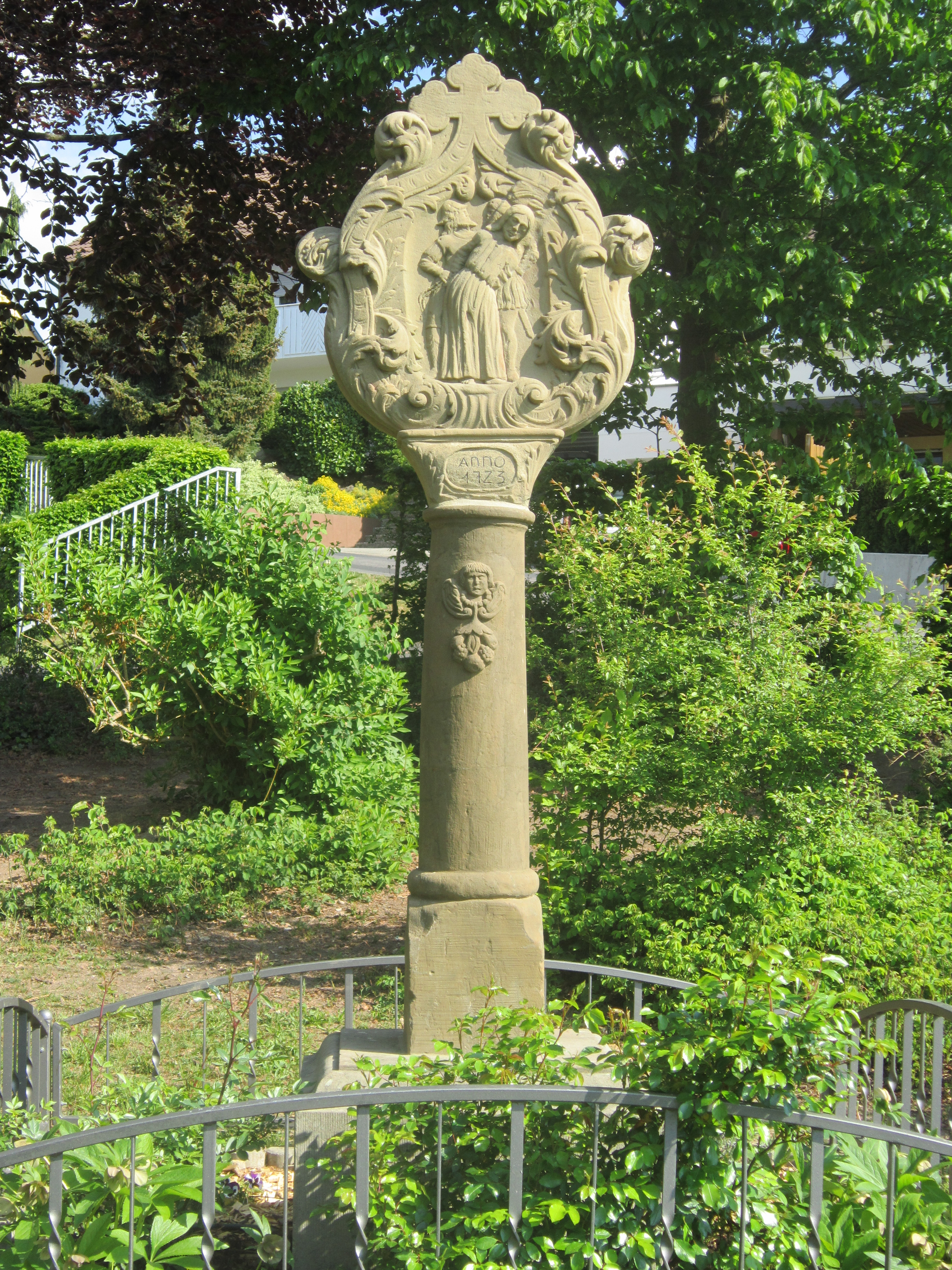
Bildstock in der Höhenstraße 2 in Reiterswiesen, Bad Kissingen

Der Bildstock in der Höhenstraße 2 ist ein Flurdenkmal in Reiterswiesen, einem Stadtteil von Bad Kissingen, der Großen Kreisstadt des unterfränkischen Landkreises Bad Kissingen, in der Grünanlage vor der neuen Schule. Es gehört zu den Bad Kissinger Baudenkmälern und ist unter der Nummer D-6-72-114-388 in der Bayerischen Denkmalliste registriert.

## Geschichte
Der Bildstock entstand im Jahr 1723 und besteht aus Sandstein.
Auf einer quadratischen, 20 cm hohen Sockelplatte befindet sich der Bildstock. Der Bildstock besteht aus einer 112 cm hohen Säule und einer 84 cm hohen Aufsatztafel.
Die Rundsäule ist mit einem viereckigen Basisteil ausgestattet, oben und unten durch Querringe gegliedert und stellt auf der Vorderseite das Relief eines Engelskopfes mit Fruchtgehängen dar.
Der 18 cm dicke Bildstockaufsatz ist von einem Band gerahmt, das im Kleeblattkreuz mündet und von Akanthus umschlungen ist, und stellt die Geißelung Christi durch zwei Kriegsknechte dar. Im ovalen Schriftfeld des Zwischenstückes findet sich die Inschrift:

„anno 1723“

Auf der Rückseite des Aufsatzes befindet sich in gleicher Umrahmung eine Darstellung von Christus am Ölberge mit drei Jüngern.
Bis 1977 befand sich der Bildstock auf der Friedhofsmauer. Dort verblieb die 82 cm × 69 cm große Sandsteinplatte in der Mauer, die aber später entstand als der Bildstock, wie ihr Text nahelegt:

„An zwei Äcker magst du denken!

Einen nur bestellest du!

In den andern wird dich senken

Gottes Vaterhand zur Ruh

Also magst du heut und morgen

Für ein gutes Saatkorn sorgen“

Unter dieser Texttafel befindet sich ein mit Ähren verziertes PX-Monogramm.